# Lycaena pervulgatus
Lycaena pervulgatus är en fjärilsart som beskrevs av Guest 1882. Lycaena pervulgatus ingår i släktet Lycaena och familjen juvelvingar. Inga underarter finns listade i Catalogue of Life.